# Oberto III
Oberto III (... – Asti, 18 settembre 1293) è stato un vescovo cattolico italiano.
È stato vescovo di Asti dal 1283 al 1293.

## Biografia
Il primo documento che cita il vescovo Oberto è datato 3 dicembre 1283, in cui il marchese Guglielmo VII del Monferrato, garantisce la fedeltà alla Chiesa di Asti dei suoi due feudatari Bartolomeo ed Oddino Caccia di Bene.
In questo frangente, il vescovo è ancora definito "eletto". Infatti il 23 maggio del 1284, papa Martino IV, proroga di un anno il dovere di Oberto di farsi consacrare.
Durante il suo episcopato, Oberto nominò Giacomo Beggiano, podestà di Mondovì e fece erigere la chiesa di san Quirico con relativo convento nel Rione San Paolo ad Asti.
Inoltre, si adoperò nello sviluppare il culto di San Aniano.
Morì il 18 settembre 1293, lasciando la sede di Asti vacante fino al 20 settembre 1295.